# Paul Kelecom

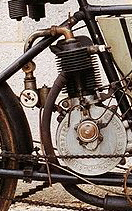
Kelecom-motor uit 1902

Paul Kelecom (Grâce-Berleur, 24 mei 1875 – Spa, 4 april 1951)  was een bekende Belgische ingenieur die in het begin van de twintigste eeuw naam maakte als constructeur van inbouwmotoren en motorfietsen.
In 1900 ontwikkelde Kelecom motorfietsen voor verschillende bedrijven. Aanvankelijk deed hij dit (samen met M. Couturier) voor het elektriciteitsbedrijf Compagnie Internationale D’Electricité in Herstal, waar vanaf dat moment dus ook motorfietsen werden geproduceerd. Hij zette deze motorfietsen, die alleen meteen populair werden in het Verenigd Koninkrijk, ook in wedstrijden in: Hij haalde er een snelheid van 84 km/uur mee, en nam ook deel aan London-to-Edinburg Run, een betrouwbaarheidsrit, die hij echter niet zou uitrijden.
Hierna werd hij (waarschijnlijk nog steeds in 1901) aangetrokken door V. Antoine Fils & Cie in Luik-Tilff. Hij ontwikkelde eencilinder motoren voor de tricycles, motorfietsen en auto's van dit bedrijf, naast stationaire motoren. Ze waren voorzien van de inscriptie "Moteur Kelecom V. Antoine & Fils". Deze motoren werden populair als inbouwmotor bij verschillende andere merken, zowel in België als in de rest van Europa. Antoine zorgde er wel voor dat de inbouwmotoren verkocht werden als "Kelecom Antoine", zodat men de goede naam van Kelecom als constructeur kon gebruiken.
1905 was voor Kelecom een druk jaar: Voor Antoine ontwikkelde hij een 1.000cc-viercilinderlijnmotor, die echter nooit in productie kwam. In dat jaar vertrok Kelecom naar FN. Daar had ir. Clarus al een lichtere viercilinder op stapel staan, maar Kelecom werd aangetrokken om deze te vervolmaken. Hij deed dat samen met Clarus en tekenaar Edmond Couturier. Deze FN-viercilinder was een sensatie op motorfiets-gebied. Veel (vooral Amerikaanse) merken, zoals Pierce-Arrow, namen de FN-viercilinder als voorbeeld voor hun eigen producten.
Ook schreef hij in 1905 de "Monographie des Industries du Bassin de Liège, Industrie du Cycle et de l'Automobile", waarin hij een overzicht gaf van alle bedrijven (voornamelijk in de omgeving van Luik) die zich op dat moment bezighielden met de productie van motorfietsen en motorblokken, zoals: V. Antoine Fils & Cie in Luik-Tilff, SA de Basse-Wez in Luik, Bayard in Herstal, wellicht het bedrijf van Henri Pieper, Olivier Bertrand in Herstal, Bovy in Herstal, Collot in Luik, Compagnie Internationale D’Electricité in Herstal, een dochteronderneming van Ets. Pieper. (Bij CIE was Kelecom zelf als constructeur betrokken), Dusart in Luik, Erade in Bressoux, FN in Herstal, Gérkinet (officieel een Frans bedrijf. De motorfietsproductie lag grotendeels bij Gillet Herstal), Linon in Ensival, Marck in Herstal, Mécanique et Moteurs in Luik, Minerva in Antwerpen, Piedboeuf in Luik, Pirson in Luik, Saroléa in Herstal en Simonon in Herstal.
Kelecom bleef verbonden aan FN, waar hij in 1922-1923 de leiding kreeg over de race-afdeling. Hij ontwikkelde wegracemachines voor de FN-fabrieksrijders, waaronder een prachtige eencilinder met een door een koningsas aangedreven bovenliggende nokkenas.